# Suzuki Alto
O Suzuki Alto é um automóvel kei car com tração dianteira produzido pela Suzuki desde o ano de 1979.

## Desempenho emcrash tests
O Alto K10 recebeu da Latin NCAP 0 estrelas das 5 possíveis, na proteção de adulto, e 3 estrelas de proteção infantil em 2013.

## Galeria
- Primeira geração (1978-1984)
- Segunda geração (1984-1988)
- Terceira geração (1988-1994)
- Quarta geração (1994-1998)
- Quinta geração (1998-2004)
- Sexta geração (2004-2009)
- Sétima geração (2008-2013)
- Oitava geração (2014-presente)